# Łukasz Wolski
Łukasz Wolski (ur. 18 września 1878 w Warszawie, zm. 17 sierpnia 1948 tamże) – polski architekt.

## Życiorys
Ukończył architekturę w 1903. 
Został pochowany na cmentarzu Powązkowskim (kwatera 172-6-27).

## Ważniejsze prace
- bazylika Najświętszego Serca Jezusowego w Warszawie[3],
- kościół św. Stanisława Kostki w Warszawie[4],
- kamienica przy ul. Poznańskiej 3 w Warszawie[5]
- kościół św. Wincentego à Paulo w Otwocku (proboszczem był tam jego brat, ks. Ludwik Wolski)[6],
- kaplica Matki Bożej Anielskiej w Laskach w Zakładzie dla Niewidomych w Laskach[7].

## Galeria

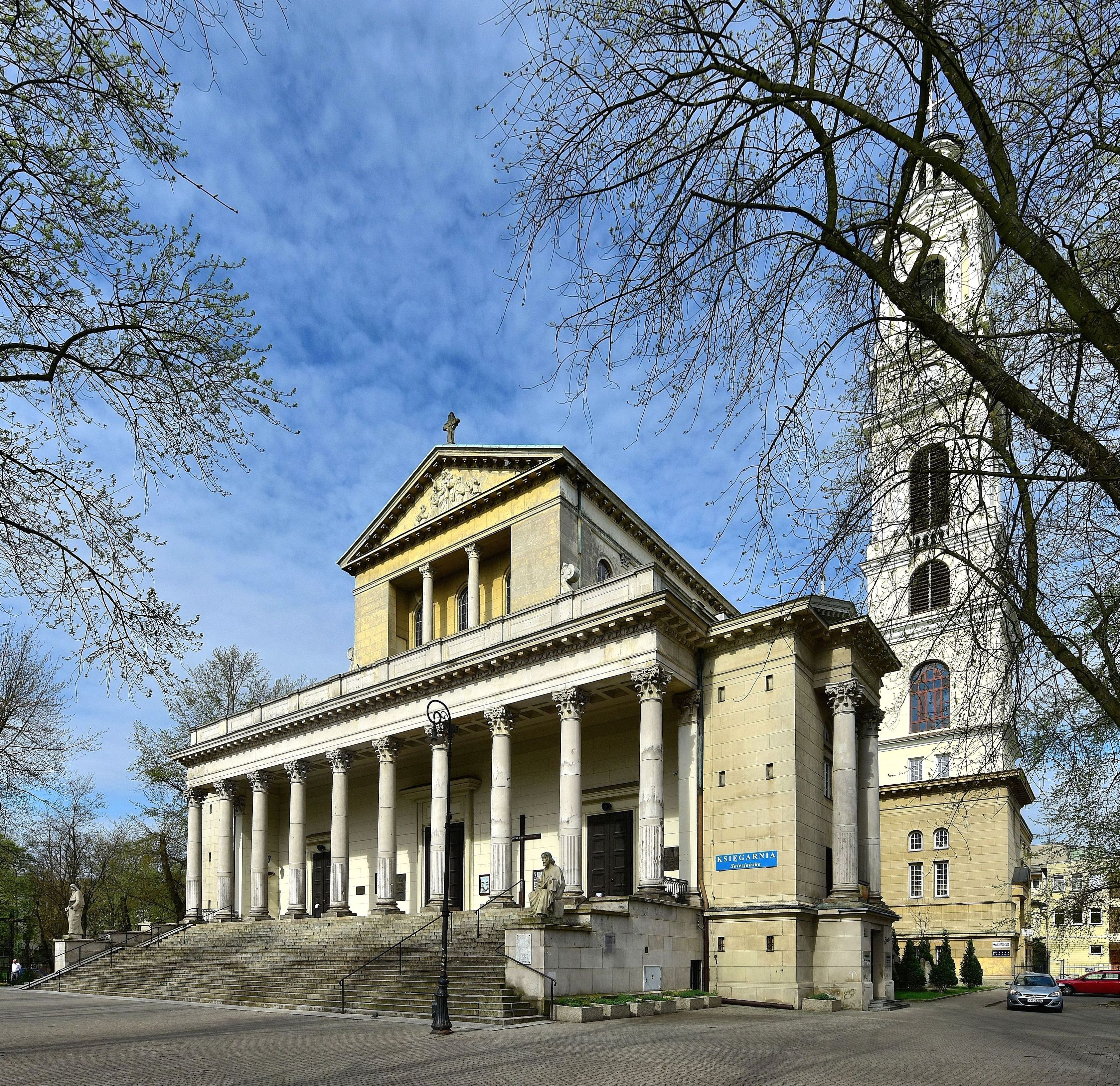
Bazylika Najświętszego Serca Jezusowego w Warszawie
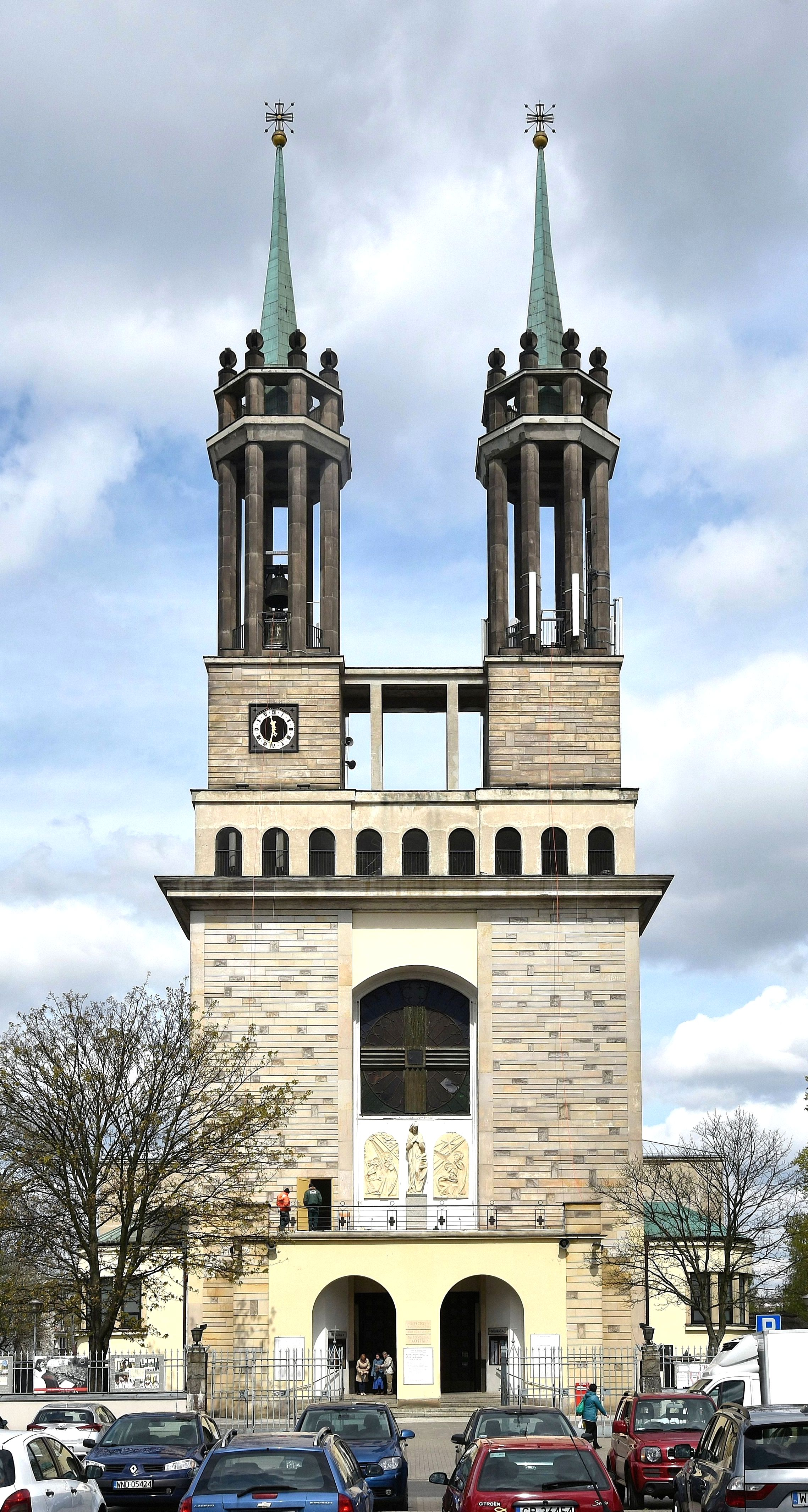
Kościół św. Stanisława Kostki w Warszawie
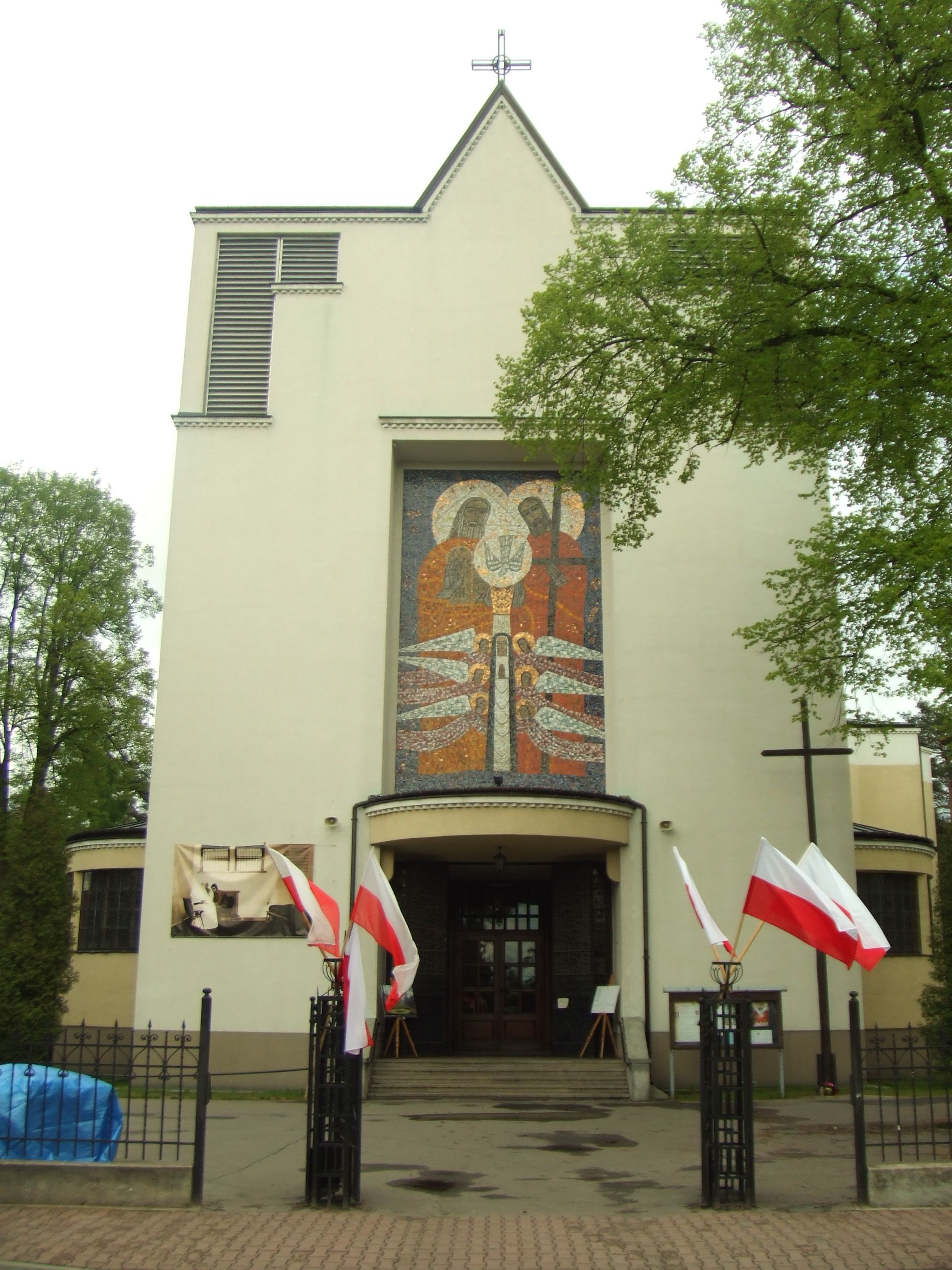
Kościół św. Wincentego à Paulo w Otwocku
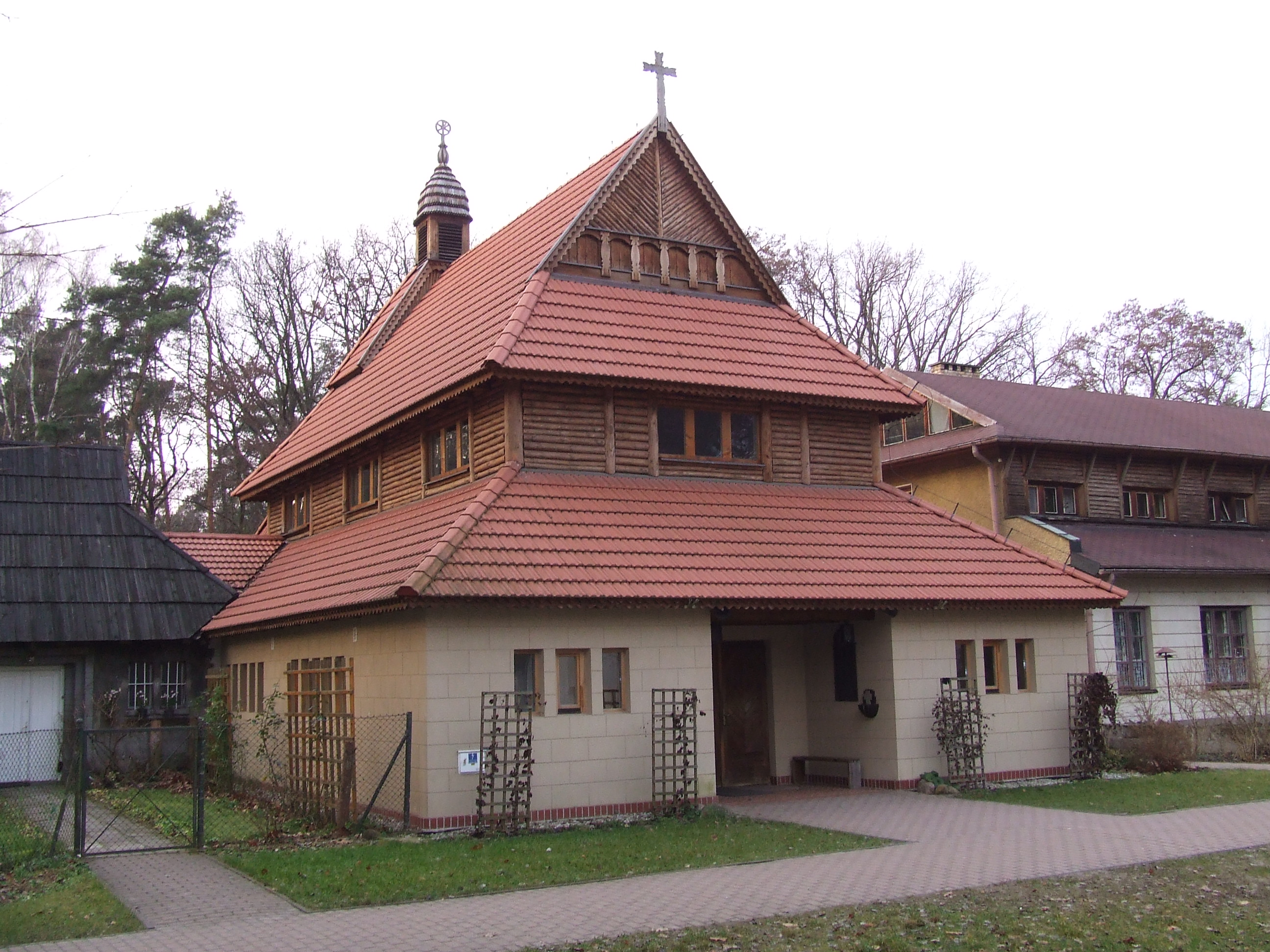
Kaplica Matki Bożej Anielskiej w Laskach